# Jānis Pujats
Jānis Pujats (nascut el 14 de novembre de 1930) és un cardenal letó, arquebisbe emèrit de Riga. Parla rus, polonès, lituà, alemany i llatí, a més del seu letó nadiu.

## Biografia
Pujats va néixer a Nautrēni, Letgàlia. Estudià al Seminari Teològic de Riga fins que va ser clausurat per la Unió Soviètica al 1951. Dos mesos després va ser ordenat en una cerimònia secreta per l'arquebisbe Antonijs Springovičs. Durant l'episcopat del Papa Pau VI implementà la reforma litúrgica del Papa i publicà el primer missal en letó.
Jānis Pujats va ser fet arquebisbe de Riga el 1991. El 21 de febrer de 1998 va ser creat cardenal in pectore pel Papa Joan Pau II, fent-se públic el seu cardenalat al consistori del 21 de febrer de 2001. Va ser un dels cardenals electors que van participar en el conclave de 2005, on s'escollí el Papa Benet XVI.
Va ser l'únic membre del Sínode de Bisbes que parlà exclusivament en llatí quan es trobà al micròfon tant a les trobades del 2001 com del 2005.
Entre 1998 al 2010 va presidir la Conferència Episcopal Letona.
La seva dimissió per motius d'edat va ser acceptada el 19 de juny de 2010, quan el Papa Benet nomenà Zbigņevs Stankevičs com a nou arquebisbe de Riga.

## Condemna de l'homosexualitat
Al maig de 2007 publicà una carta oberta on protestava per la desfilada de l'orgull gai com a part de Diia de l'Orgull i Amistat de Riga. Pujāts es referí a l'homosexualitat com una «absoluta depravació en el comportament sexual» i una «forma innatural de prostitució». Va dir als fidels que «estiguessin a punt per sortir als carrers» per protestar, «no per crear desordres, sinó per oferir una posició disciplinada en suport del govern, car en aquesta important en qüestió de moral, el govern està l costat dels cristians.»

## Honors
Gran Oficial de l'orde de les Tres Estrelles
 Gran Oficial de l'orde al Mèrit de la República Italiana - 19 d'abril de 2004
 Creu de Comendador amb Placa de l'orde al Mèrit de la República de Polònia – 7 de setembre de 2005